# Liste des médaillés aux Jeux olympiques d'hiver de 1972
Cet article liste les athlètes ayant remporté une médaille aux Jeux olympiques d'hiver de 1972 à Sapporo au Japon du 3 au 13 février 1972.

## Biathlon
| Épreuves                             | Or                                                                          | Argent                                                            | Bronze                                                                           |
| ------------------------------------ | --------------------------------------------------------------------------- | ----------------------------------------------------------------- | -------------------------------------------------------------------------------- |
| Hommes                               |                                                                             |                                                                   |                                                                                  |
| 20 km individuel résultats détaillés | Magnar Solberg (NOR)                                                        | Hansjörg Knauthe (RDA)                                            | Lars-Göran Arwidson (SWE)                                                        |
| relais 4×7,5 km résultats détaillés  | Union soviétique Ivan Byakov Viktor Mamatov Rinnat Safin Alexander Tikhonov | Finlande Heikki Ikola Mauri Röppänen Esko Saira Juhani Suutarinen | Allemagne de l'Est Hansjörg Knauthe Horst Koschka Joachim Meischner Dieter Speer |

## Bobsleigh
| Épreuves                         | Or                                                              | Argent                                                                       | Bronze                                                                                        |
| -------------------------------- | --------------------------------------------------------------- | ---------------------------------------------------------------------------- | --------------------------------------------------------------------------------------------- |
| Hommes                           |                                                                 |                                                                              |                                                                                               |
| Bob à deux résultats détaillés   | Allemagne de l'Ouest Peter Utzschneider Wolfgang Zimmerer       | Allemagne de l'Ouest Pepi Bader Horst Floth                                  | Suisse Edy Hubacher Jean Wicki                                                                |
| Bob à quatre résultats détaillés | Suisse Werner Camichel Edy Hubacher Hans Leutenegger Jean Wicki | Italie Gianni Bonichon Corrado dal Fabbro Nevio De Zordo Adriano Frassinelli | Allemagne de l'Ouest Stefan Gaisreiter Walter Steinbauer Peter Utzschneider Wolfgang Zimmerer |

## Combiné nordique
| Épreuves                       | Or                   | Argent                | Bronze                |
| ------------------------------ | -------------------- | --------------------- | --------------------- |
| Hommes                         |                      |                       |                       |
| Individuel résultats détaillés | Ulrich Wehling (RDA) | Rauno Miettinen (FIN) | Karl-Heinz Luck (RDA) |

## Hockey sur glace
| Épreuves                             | Or | Argent | Bronze |
| ------------------------------------ | --- | --- | --- |
| Tournoi masculin résultats détaillés | Union soviétique Iouri Blinov Vitali Davydov Anatoli Firsov Valeri Kharlamov Viktor Kouzkine Vladimir Loutchenko Aleksandr Maltsev Boris Mikhaïlov Ievgueni Michakov Aleksandr Pachkov Vladimir Petrov Aleksandr Ragouline Igor Romichevski Vladimir Chadrine Vladislav Tretiak Guennadi Tsygankov Valeri Vassiliev Vladimir Vikoulov Aleksandr Iakouchev Ievgueni Zimine | États-Unis Kevin Ahearn Henry Boucha Charles Brown Keith Christiansen Mike Curran Robbie Ftorek Mark Howe Larry Bader Stuart Irving Jim McElmury Dick McGlynn Bruce McIntosh Tom Mellor Ronald Naslund Wally Olds Tim Regan Frank Sanders Craig Sarner Pete Sears Timothy Sheehy | Tchécoslovaquie Vladimir Bednar Josef Cerny Vladimir Dzurilla Richard Farda Ivan Hlinka Jiří Holeček Jaroslav Holik Jiri Holik Josef Horesovsky Jiri Kochta Oldrich Machac Vladimír Martinec Vaclav Nedomansky Eduard Novak Frantisek Pospisil Bohuslav Stastny Rudolf Tajcnar Karel Vohralik |

## Luge
| Épreuves                   | Or                      | Argent             | Bronze                |
| -------------------------- | ----------------------- | ------------------ | --------------------- |
| Hommes                     |                         |                    |                       |
| Simple résultats détaillés | Wolfgang Scheidel (RDA) | Harald Ehrig (RDA) | Wolfram Fiedler (RDA) |
| Femmes                     |                         |                    |                       |
| Simple résultats détaillés | Anna-Maria Müller (RDA) | Ute Rührold (RDA)  | Margit Schumann (RDA) |

## Patinage artistique
| Épreuves                       | Or                                            | Argent                                              | Bronze                                        |
| ------------------------------ | --------------------------------------------- | --------------------------------------------------- | --------------------------------------------- |
| Hommes                         |                                               |                                                     |                                               |
| Individuel résultats détaillés | Ondrej Nepela (TCH)                           | Sergueï Tchetveroukhine (URS)                       | Patrick Pera (FRA)                            |
| Femmes                         |                                               |                                                     |                                               |
| Individuel résultats détaillés | Beatrix Schuba (AUT)                          | Karen Magnussen (CAN)                               | Janet Lynn (USA)                              |
| Mixte                          |                                               |                                                     |                                               |
| Couples résultats détaillés    | Union soviétique Irina Rodnina Alexeï Oulanov | Union soviétique Lioudmila Smirnova Andrei Suraikin | Allemagne de l'Est Manuela Groß Uwe Kagelmann |

## Patinage de vitesse
| Épreuves                     | Or                           | Argent                 | Bronze                |
| ---------------------------- | ---------------------------- | ---------------------- | --------------------- |
| Hommes                       |                              |                        |                       |
| 500 m résultats détaillés    | Erhard Keller (RFA)          | Hasse Börjes (SWE)     | Valery Muratov (URS)  |
| 1 500 m résultats détaillés  | Ard Schenk (NED)             | Roar Grönvold (NOR)    | Göran Clässon (SWE)   |
| 5 000 m résultats détaillés  | Ard Schenk (NED)             | Roar Grönvold (NOR)    | Sten Stensen (NOR)    |
| 10 000 m résultats détaillés | Ard Schenk (NED)             | Cornelis Verkerk (NED) | Sten Stensen (NOR)    |
| Femmes                       |                              |                        |                       |
| 500 m résultats détaillés    | Anne Henning (USA)           | Vera Krasnova (URS)    | Lyudmila Titova (URS) |
| 1 000 m résultats détaillés  | Monika Holzner-Gawenus (RDA) | Atje Deelstra (NED)    | Anne Henning (USA)    |
| 1 500 m résultats détaillés  | Dianne Holum (USA)           | Christina Kaiser (NED) | Atje Deelstra (NED)   |
| 3 000 m résultats détaillés  | Christina Kaiser (NED)       | Dianne Holum (USA)     | Atje Deelstra (NED)   |

## Saut à ski
| Épreuves                           | Or                     | Argent               | Bronze               |
| ---------------------------------- | ---------------------- | -------------------- | -------------------- |
| Hommes                             |                        |                      |                      |
| Petit tremplin résultats détaillés | Yukio Kasaya (JPN)     | Akitsugu Konno (JPN) | Seiji Aochi (JPN)    |
| Grand tremplin résultats détaillés | Wojciech Fortuna (POL) | Walter Steiner (SUI) | Rainer Schmidt (RDA) |

## Ski alpin
| Épreuves                     | Or                              | Argent                   | Bronze                 |
| ---------------------------- | ------------------------------- | ------------------------ | ---------------------- |
| Hommes                       |                                 |                          |                        |
| Descente résultats détaillés | Bernhard Russi (SUI)            | Roland Collombin (SUI)   | Heinrich Messner (AUT) |
| Géant résultats détaillés    | Gustavo Thöni (ITA)             | Edmund Bruggmann (SUI)   | Werner Mattle (SUI)    |
| Slalom résultats détaillés   | Francisco Fernández-Ochoa (ESP) | Gustavo Thöni (ITA)      | Rolando Thöni (ITA)    |
| Femmes                       |                                 |                          |                        |
| Descente résultats détaillés | Marie-Theres Nadig (SUI)        | Annemarie Pröll (AUT)    | Susie Corrock (USA)    |
| Géant résultats détaillés    | Marie-Theres Nadig (SUI)        | Annemarie Pröll (AUT)    | Wiltrud Drexel (AUT)   |
| Slalom résultats détaillés   | Barbara Cochran (USA)           | Danielle Debernard (FRA) | Florence Steurer (FRA) |

## Ski de fond
| Épreuves                             | Or                                                                                | Argent                                                     | Bronze                                                     |
| ------------------------------------ | --------------------------------------------------------------------------------- | ---------------------------------------------------------- | ---------------------------------------------------------- |
| Hommes                               |                                                                                   |                                                            |                                                            |
| 15 km classique résultats détaillés  | Sven-Åke Lundbäck (SWE)                                                           | Fyodor Simashev (URS)                                      | Ivar Formo (NOR)                                           |
| 30 km classique résultats détaillés  | Vyacheslav Vedenin (URS)                                                          | Pål Tyldum (NOR)                                           | Johs Harviken (NOR)                                        |
| 50 km classique résultats détaillés  | Pål Tyldum (NOR)                                                                  | Magne Myrmo (NOR)                                          | Vyacheslav Vedenin (URS)                                   |
| Relais 4 × 10 km résultats détaillés | Union soviétique Yuri Skobov Fyodor Simashev Vyacheslav Vedenin Vladimir Voronkov | Norvège Oddvar Brå Ivar Formo Johs Harviken Pål Tyldum     | Suisse Albert Giger Eduard Hauser Alfred Kälin Alois Kälin |
| Femmes                               |                                                                                   |                                                            |                                                            |
| 5 km classique résultats détaillés   | Galina Kulakova (URS)                                                             | Marjatta Kajosmaa (FIN)                                    | Helena Šikolová (TCH)                                      |
| 10 km classique résultats détaillés  | Raisa Smetanina (URS)                                                             | Helena Takalo (FIN)                                        | Galina Kulakova (URS)                                      |
| Relais 4 × 5 km résultats détaillés  | Union soviétique Galina Kulakova Lyubov Mukhacheva Alevtina Olyunina              | Finlande Marjatta Kajosmaa Hilkka Riihivuori Helena Takalo | Norvège Inger Aufles Aslaug Dahl Berit Mørdre Lammedal     |

## Athlètes les plus médaillés
| Rang | Athlète                  | Sport               | Médaille d'or, Jeux olympiques | Médaille d'argent, Jeux olympiques | Médaille de bronze, Jeux olympiques | Total |
| ---- | ------------------------ | ------------------- | ------------------------------ | ---------------------------------- | ----------------------------------- | ----- |
| 1    | Ard Schenk (NED)         | Patinage de vitesse | 3                              | 0                                  | 0                                   | 3     |
| 2    | Vyacheslav Vedenin (URS) | Ski de fond         | 2                              | 0                                  | 1                                   | 3     |
| 3    | Galina Kulakova (URS)    | Ski de fond         | 2                              | 0                                  | 0                                   | 2     |
| 3    | Marie-Theres Nadig (SUI) | Ski alpin           | 2                              | 0                                  | 0                                   | 2     |